# سنجاب غول‌پیکر هندی
سنجاب غول‌پیکر هندی (نام علمی: Ratufa indica) نام یک گونه از سرده سنجاب غول‌پیکر است.